# نيك دي رويز
نيك دي رويز (بالإنجليزية: Nick De Ruiz)‏ هو ممثل أمريكي، ولد في 1871 في الولايات المتحدة، وتوفي في 21 يونيو 1959 بلوس أنجلوس في الولايات المتحدة.

## وصلات خارجية
- نيك دي رويز على موقع IMDb (الإنجليزية)
- نيك دي رويز على موقع ألو سيني (الفرنسية)
- نيك دي رويز على موقع قاعدة بيانات الفيلم (الإنجليزية)